# 藤原重隆
藤原 重隆（ふじわら の しげたか）は、平安時代後期の貴族。藤原北家勧修寺流、参議・藤原為房の三男。官位は正五位下・右衛門権佐。二条金吾と号す。

## 経歴
白河院蔵人・堀河天皇の六位蔵人・宗仁親王（のち鳥羽天皇）侍者や、大学助・右衛門少尉（検非違使尉）を歴任したのち、康和6年（1104年）従五位下・因幡権守に叙任される。
嘉承2年（1107年）鳥羽天皇が即位するとその准母である皇后・令子内親王の皇后宮大進に任ぜられ、のち右衛門権佐を務めた。元永元年（1118年）閏9月1日卒去。享年43。

## 人物
殿上人の作法故実書『蓬莱抄』、公事の指図書『雲図抄』を著すなど、識見豊かな官人として活躍した。その一方、その死に際して「心性頗悪、為人有凶」（『中右記』）と評されるなど毀誉褒貶も多く、『古今著聞集』には死後冥界において閻魔庁に出仕していたという説話が伝えられている。

## 官歴
- 時期不詳：院蔵人
- 康和3年（1101年） 正月14日：六位蔵人[1]
- 康和4年（1102年） 2月19日：見大学助[2]
- 康和5年（1103年） 6月9日：宗仁親王侍者[2]。11月1日：右衛門少尉、蔵人如元、元大学助[3]。11月17日：検非違使宣旨[2]
- 康和6年（1104年） 正月6日：従五位下[4]。正月28日：因幡権守?[5]。2月26日：候院北面[4]
- 嘉承2年（1107年） 12月5日：皇后宮大進（皇后・令子内親王）、元勘解由次官[2]
- 天仁3年（1110年） 5月19日：見右衛門権佐[6]。4月27日：解却所職（依闕石清水臨時祭舞人）[7]
- 時期不詳：正五位下
- 永久6年（1118年） 正月26日：中宮大進（中宮・藤原璋子）、右衛門権佐如元[2]。閏9月1日：卒去[2]

## 系譜
- 父：藤原為房（1049-1115）
- 母：源頼国の娘
- 妻：不詳
  - 男子：藤原重愉